# Chiesa cattolica in Moldavia
La Chiesa cattolica in Moldavia conta circa 20 000 battezzati.

## Organizzazione territoriale
Il territorio è costituito da un'unica diocesi, di rito romano, la diocesi di Chișinău, eretta il 27 ottobre 2001 per elevazione dell'amministrazione apostolica di Moldavia, a sua volta stabilita il 28 ottobre 1993 con territorio ricavato dalle diocesi di Iași (in Romania) e Tiraspol (poi soppressa).

## Nunziatura apostolica
Santa Sede e Moldavia intrattengono relazioni diplomatiche dal 23 maggio 1992.

### Nunzi apostolici
- Angelo Acerbi (13 gennaio 1994 - 8 febbraio 1997 nominato nunzio apostolico nei Paesi Bassi)
- Karl-Joseph Rauber † (25 aprile 1997 - 22 febbraio 2003 nominato nunzio apostolico in Belgio e Lussemburgo)
- Jean-Claude Périsset (22 marzo 2003 - 15 ottobre 2007 nominato nunzio apostolico in Germania)
- Francisco-Javier Lozano (10 dicembre 2007 - 20 luglio 2015 dimesso)
- Miguel Maury Buendía (25 gennaio 2016 - 13 aprile 2023 nominato nunzio apostolico nel Regno Unito)
- Giampiero Gloder, dal 23 febbraio 2024